# Anopheles ahomi
Anopheles ahomi är en tvåvingeart som beskrevs av Chowdhury 1929. Anopheles ahomi ingår i släktet Anopheles och familjen stickmyggor. Inga underarter finns listade i Catalogue of Life.